# Test de Millon
Pour les articles homonymes, voir Millon.
Le test de Millon peut être décrit comme un test analytique pour l'identification de l'acide aminé tyrosine qui est le seul acide aminé avec le groupe phénolique. Le test de Millon est un test particulier pour la tyrosine ; cependant, ce n'est pas un test spécialisé pour les protéines car il détecte également le composant phénolique présent dans d'autres substances. Ainsi, lors de la réalisation du test de Millon, il est essentiel d'effectuer d'autres tests, tels que le test du biuret ainsi que le test Ninhydrin. Étant donné que de nombreuses protéines contiennent de la tyrosine, le test est utile pour identifier les protéines impliquées. Le test a été développé et nommé d'après le scientifique français Auguste Nicolas Eugène Millon. Pour ce faire, on procède au mélange du réactif de Millon à la substance et on amène cette dernière à une certaine température (environ 50 °C). À ce moment une coloration rouge brique apparaît s'il y a présence de tyrosine:

Le principe de la réaction de Millon

## Principe du test de Millon
Le test de Millon est basé sur le concept de nitrification du groupe phénol de la tyrosine et de la formation de complexes avec des métaux lourds tels que le mercure. Le réactif utilisé pour le test est connu sous le nom de réactif de Millon et comprend du nitrate mercurique et du nitrate mercureux, qui se dissout dans l'acide nitrique concentré. Dans le test, le groupe phénol de la molécule de tyrosine est affecté par les acides nitriques présents dans la réaction. La tyrosine qui a été nitrée se mélange ensuite aux ions mercure présents dans la solution pour créer une solution ou un précipité de couleur rouge. Dans certaines protéines qui contiennent de la tyrosine, la première réaction entre le nitrate mercurique et la tyrosine se traduit par un précipité de couleur jaune ou blanche. Lorsque l'acide nitrique et le processus de chauffage, la substance résultante se transforme en rouge. Ces deux résultats peuvent être considérés comme des résultats positifs et suggèrent l'existence de tyrosine dans la solution.

## Procédure du test de Millon
1. Environ 2 ml d'échantillon de solution ou la solution contenant 1% de tyrosine sont stockés dans le tube à essai.
2. A cela, environ 2 ml de réactif de Millon sont ajoutés.
3. Ces tubes à essai sont conservés dans le bain pendant environ 2 minutes, si le précipité de couleur rouge n'est pas remarqué immédiatement.
4. Ces tubes sont ensuite inspectés pour voir leur formation. précipité de couleur changeante.

Résultat positif : Un résultat positif au test de Millon est confirmé par le développement d'un précipité de couleur rose ou rouge. Ceci est un signe de la protéine tyrosine, ou qui contient de la tyrosine.
Résultat négatif : Le résultat négatif du test de Millon est évident par l'absence de précipités colorés dans le tube. Cela signifie qu'il n'y a pas de tyrosine ou de protéine contenant de la tyrosine.